# Klein Zecher
Klein Zecher település Németországban, Schleswig-Holstein tartományban. Lakosainak száma 237 fő (2023. december 31.).

## Népesség
A település népességének változása:
| Lakosok száma | 276  | 245  | 238  | 238  | 237  | 237  |
|               | 1975 | 2017 | 2019 | 2021 | 2022 | 2023 |